# 寺尾道仁
寺尾 道仁（てらお みちひと、1940年 - ）は日本の工学者、建築学者。神奈川大学教授、神奈川大学名誉教授。専門は建築設備、環境工学、騒音制御工学。日本音響学会会員。

## 来歴
- 1940年東京に生
- 1967年東京工業大学 理工学部 建築学科
- 1970年東京大学大学院 工学系研究科 建築学専攻博士課程
- 1977年 神奈川大学 工学部 助手
- 1986年  神奈川大学 工学部 教授

## 研究・受賞
- 部分領域化境界要素数値解析及び2マイクロフォン位置ダクト内音響計測手法の開発と実用化
- ダクト内透過音の軽低減化[1]
- 1979年空気調和・衛生工学会学会賞（パッケージ形空気調和機の送風機騒音に関する研究）
- 1996年日本騒音制御工学会創立20周年記念功労賞（学会運営に関する功績）
- 1999年International building performance simulation association award for excellent organization
- 2005年日本騒音制御工学会研究功労賞（建築設備の騒音制御に関する一連の研究）
- 2017年日本音響学会第40回功績賞

## 著書
- 『騒音制御工学ハンドブック』　日本騒音制御工学会編　編集委員長として　技報堂出版   2001年
- 『最新建築環境工学[改訂3版]』　井上書院   2006年
- 『騒音用語事典』　技報堂出版   2010年
- 『新版　音響用語辞典』　コロナ社   2003年
- 『建築環境工学演習編』井上書院   2007年